# جزيرة شريفة
جزيرة شريفة هي إحدى جزر البحر الأحمر الواقعة في محافظة الليث، وتتبع منطقة مكة المكرمة غرب السعودية. تبلغ مساحة الجزيرة نحو 18,5 كم2 وتبعد عن الساحل بحوالي 0,40 ميل بحري.